# الانتخابات العامة الإيطالية 2008

توزع المقاعد

عقدت الانتخابات السياسية الإيطالية عام 2008 لتجديد مجلسي البرلمان الإيطالي (مجلس النواب ومجلس الشيوخ) الأحد 13 والاتنين 14 أبريل وذلك بعد الحل المبكر للبرلمان في 6 فبراير 2008.
انتصر التحالف المكون من شعب الحرية ورابطة الشمال وحركة من أجل الاستقلال الذي حصل على الأغلبية النسبية من الأصوات وذلك بموجب قانون الانتخابات الحالي لعام 2005 وعلى الأغلبية المطلقة من الأعضاء المنتخبين.
يبلغ عدد الناخبين المدعيين للتصويت 50,257,534 صوت في مجلس النواب و45,929,308 صوتا في مجلس الشيوخ من هؤلاء 47,295,978 صوت و43,257,208 صوتا على التوالى مقيمين في الأراضي الوطنية مقسمين إلى 22561 لجنة و2,961,556 صوتا و2,672,100 صوتا على التوالى في الخارج. وبلغ الاقبال على صناديق الاقتراع في العموم حوالي 78,1 % في مجلس النواب وحوالي 78,2 % في مجلس الشيوخ بانخفاض 3,1 % مقارنة بانتخابات عام 2006 فقد وصل في إيطاليا إلى 80,5 % بينما كان في الخارج 40%.

## نظام التصويت
انعقدت الانتخابات السياسية لعام 2008 بالنظام المقدم من قانون رقم 270 في 21 ديسمبر 2005 (ما يسمى بقانون «كالديرولى») الذي حل محل القوانين السابقة رقم 276 و277 لعام 1993 (ماتارليوم).
ومن أجل القدرة على المنافسة في الانتخابات كان ينص القانون على الالتزام مسبقا في أي قائمة أو تحالف قوائم بوضع علامة خاصة وبرنامج والإشارة إلى شخص معين كرئيس للقوى السياسية وللتحالف.
ونص القانون على نظام محدد صحيح مع مكافاة للاغلبية وانتخابات برلمانية خاصة في نفس الوقت مع الكليات دون إمكانية الإشارة إلى الاغلبية. وكان من المتوقع فوز مناطق اقليمية مختلفة بالاغلبية في كل البلد (باستثناء وادى اوستا) لمجلس النواب الدائرة الوحيدة بالتزامن مع أرض الإقليم من أجل مجلس الشيوخ باستثناء منطقتى وادى اوستا وموليز وترينتينو التواديجى.
بالنسبة لمجلس النواب كان ينص القانون ان القائمة أو تحالف القوائم الذي قد يحصل على اغلبية الاصوات لكن بدون أن يحقق 340 مقعدا على الأقل قد يكون مكلفا بنسبة اضافية من المقاعد ليصل إلى هذا الرقم. نسب الاثنى عشر مقعد المخصصين للدائرة في الخارج والمقعد المحدد لوادى اوستا حسب قواعد مختلفة وقائمة على القانون الانتخابي السابق والاصوات النسبية لم تحسم لتحديد القائمة أو تحالف القوائم ذو الاغلبية النسبية.
وبالنسبة لمجلس الشيوخ نص القانون أن القائمة أو تحالف القوائم الذي يحصل على اغلبية الاصوات في الإقليم ولكن لم يحقق 55% من المقاعد المخصصة لهذا يحق له الحصول على مقاعد اضافية حتى يصل إلى هذه النسبة. تنسب الستة مقاعد المخصصة للدائرة في الخارج والمقعد المخصص لوادى اوستا والمقعدين المخصصين لموليز والسبع مقاعد المخصصة لترنيتينو التوايجى وفق قواعد مختلفة.

### الدوائر الانتخابية
تم تقسيم إيطاليا إلى 280 دائرة انتخابية متعددة الأعضاء في مجلس النواب و21 دائرة انتخابية متعددة الأعضاء في مجلس الشيوخ وفقا للاقاليم الإيطالية.

### مجلس النواب
دوائر مجلس النواب كالآتي:
1-	بيمونتى 1 (تورينو)
2-	بيمونتى 2 (كونيو – اليساندريا – اسيتى – كوزيو سولا)
3-	لومبارديا 3 (ميلانو)
4-	لومبارديا 2 (بيرجامو – بريشا – كومو سوندريو – فاريزى وليكو)
5-	لومبارديا 3 (بافيا – لودى – كريمونا ومانتوفا)
6-	ترينتينو التوايجى
7-	فينيتو 1 (بادوفا – فيرونا – فيتشنزا وروفيجو)
8-	فينيتو 2 (فينسيا – ترافيزو وبيلونو)
9-	فريولى فينيتسيا جوليا
10-	ليجوريا
11-	اميليارومانيا
12-	توسكانا
13-	اومبريا
14-	ماركيه
15-	لاتسيو (روما)
16-	لاتسيو 2 (لاتينا – فروزينونى – فيتربو وريتيى)
17-	ابروتسو
18-	موليز
19-	الريف 1 (نابولى)
20-	الريف 2 (افيلينو – بينيفنتو – كاسيرتا وساليرنو)
21-	بوليا
22-	نازيليكاتا
23-	كالابريا
24-	صقلية 1 (باليرمو – اجريجنتو – كالتانيسيتا وترابانى)
25-	صقلية 2 (كاتانيا – ميسينا – اينا راجوزا – سيراكوزا)
26-	سردينيا
27-	وادى اوستا
28-	في الخارج (ينقسم بدوره إلى أوروبا - أمريكا الجنوبية – أمريكا الشمالية والوسطى – أفريقيا – آسيا – اوقيانوسيا وانتاركتيكا)

### مجلس الشيوخ
الدوائر الانتخابية في مجلس الشيوخ كالآتي:
1-	بيمونتى
2-	وادى اوستا
3-	لومبرديا
4-	ترينتينو التواديجى
5-	فينيتو
6-	فربولى فينيتسيا جوليا
7-	ليجوريا
8-	اميليا رومانيا
9-	توسكان
10-	اومبريا
11-	ماركيه
12-	لاتسيو
13-	ابروتسو
14-	موليز
15-	كامبانيا
16-	بوليا
17-	بازيليكاتا
18-	كلابريا
19-	صقلية
20-	ردينيا
21-	في الخارج (تنقسم بدورها إلى أوروبا – أمريكا الجنوبية – أمريكا الشمالية والوسطى – أفريقيا – آسيا – اوقيانوسيا وانتاركتيكا)

## الإطار السياسي والأحداث الرئيسية والترتيب الزمني
- 6 فبراير 2008 : يحل رئيس الدولة جورجو نابوليتانو المجالس التشريعية في دورتها الخامسة عشر بعد سقوط جوفيرنو برودى الثاني في مجلس الشيوخ والنتيجة السلبية التي كشفت عنها الولاية الاستكشافية المكلف بها رئيس مجلس الشيوخ فرانكو مارينى من رئيس الدولة.
- 6 فبراير 2008 : دخول نظام تكافؤ الفرص حيز التنفيذ لكل صحفي الإذاعة والتليفزيزيون المحليين
- 13 فبراير 2008 : الموعد النهائي الذي يجب أن تقدم فيه الاستقالات من المناصب الادارية لكي يستطيعوا الترشح في الانتخابات
- 14 فبراير 2008 : وافق مجلس الوزراء على مشروع قانون يعدل التشريع الانتخابي جزئيا
- 26 فبراير 2008 : أصبحت الاستقالات من المناصب الادارية المقدمة للقدرة على الترشح في الانتخابات لا رجعة فيها وقابلة للتنفيذ
- ما بين 29 فبراير 2008 إلى 2 مارس 2008 : تقديم الرموز الانتخابية
- 9 مارس 2008 : الموعد النهائي الذي يستطيع فيه الناخبين في الخارج تقديم طلب للتصويت بالمراسلة
- 9 و10 مارس 2008 : تقديم قوائم المرشحين
- 11 مارس 2008 : الموعد النهائي الذي يستطيع الناخبين المسجلين في سجل الإيطاليين المقيمين في الخارج ان يتوصلوا لخياراتهم للتصويت في إيطاليا. ومن المقرر في البداية في يوم 16 فبراير ولكن تم نقلها من قبل البرلمان في تحويل مشروع القانون بطريقة انتخابية.
- 21 مارس 2008 : الموعد النهائي الذي يستطيع فيه الناخبين في الخارج سحب الطلب للتصويت بالمراسلة.
- من 29 مارس 2008 : حظر استطلاعات الرأي الانتخابية
- 1 أبريل 2008 : أقر مجلس الوزراء مشروع قانون يمنع حمل معدات تكون قادرة على التقاط الصور أثناء التصويت
- 2 أبريل 2008 : أصدرت اللجنة الخماسية لمجلس الدولة قرار يعترف من خلاله لحزب الديمقراطية المسيحية بحق المشاركة في الانتخابات. وفي نفس اليوم أعطى جولينو اماتو وزير الداخلية تفويض لمفوضية الدولة لتقديم الطعن امام محكمة النقض العليا لتوضيح من له صلاحية الانتخاب.
- 8 أبريل 2008 : اجتمعت المحكمة النقض العليا في الأقسام المدنية وجمعت طعون الوزارة ضد قرار مجلس الدولة.
- 10 أبريل 2008 : الموعد النهائي الذي يستطيع فيه الناخبون في الخارج أو المسجلون في سجل الإيطاليين المقيمين في الخارج إرسال بطاقتهم الانتخابية إلى القنصليات.
- من 12 أبريل 2008 : الصمت الانتخابي
- 13 – 14 أبريل 2008 : الانتخابات

### مشروع قانون بشأن الانتخابات
اقر مجلس الوزراء في جلستين متتاليتين عقدت إحداهما في 14 فبراير وأخرى في 15 فبراير مشروع قانون يعدل جزئيا قانون الانتخابات من حيث الالتزامات وممارسة حق التصويت في الخارج.
ويشمل القانون 8 مواد. وتشترط المادة الرابعة خاصة أن يعفى من الالتزام بجمع التوقيعات لدعم المرشحين من الأحزاب السياسية التي كانت ممثلة في واحد من مجلسى البرلمان الإيطالي وفي البرلمان الاوروبى من عنصرين على الأقل. وكانت هذه المادة على وجه التحديد موضوع الشكاوى من اليمين الذي وصل إلى أنه طلب من رئيس الجمهورية حتى لا يوقع على القانون قبل ان يجتمع مجددا مع مجلس الوزراء لإعادة النظر فيه.
يكمن الدافع الرئيسى للمعايير الجديدة في الحاجة إلى إعادة توحيد الانتخابات السياسية مع نظيرتها الادارية. وفقا للقانون الحالي ففى الواقع يجب أن تعقد الانتخابات الادارية ما بين 15 أبريل حتى 15 يونيو في البداية أحزاب متعددة بما فيها فورزا إيطاليا حكمت بان القانون غير مقبول ويبدو ان الحكومة مصممة على عدم إصداره. وتدخل رئيس الدولة بنفسه في تعليق بعد خطاب ارسله إلى نابوليتانو من الرئيس الشرفى فرانشيسكو كوسيجا لكى يؤكد ان قانون من هذا النوع سيتم توقيعه فقط في حالة وجود إجماع برلماني على أن تشترك أيضا الأحزاب التي كانت حتى في ذلك الحين «تمثل المعارضة» والاتفاق يأتى عقب ذلك.
و يعد إحدى الأهداف المعلنة للتمويل هو السماح بتوفير حوالي 40 مليون يورو.
و تعد التدابير الأخرى المدرجة في القانون هي: زيادة عدد أعضاء مركز الاقتراع لفرز اصوات وزارة الخارجية والتخفيض من عدد الناخبين في مركز الاقتراع (المادة الأولى). تصويت فئات معينة من المواطنين مؤقتا في الخارج (المادة الثانية). وتنص المادة الثالثة على التأكيد على حق مراقبي المنظمة للدخول في مراكز الاقتراع. وبالإضافة إلى ذلك فتنص المادة الثالثة على توفير الموظفين والدعم للجان الانتخابية.
في اطار تحويل القانون تم تعديل القرار بطريقة تعفى من جمع التوقيعات التشكيلات الممثلة في البرلمان – وليس فقط في إحدى المجلسين – مع عنصرين على الأقل.

### طعن حزب الديمقراطية المسيحية
في 2 أبريل، تم فتح صناديق الاقتراع بالفعل امام الإيطاليين في الخارج، وقد صدر أمر قضائي من اللجنة الخماسية في مجلس الدولة، كإجراء وقائي، أي دون النظر في الأسس الموضوعية للمسألة، الذي كان يقوم سواء على اختصاصها بالاشراف على الأعمال الإدارية المتعلقة بالعملية الانتخابية، أو على وقف قرارات للمجلس الوطنى للانتخابات ووزارة الداخلية، والتي أدت إلى استبعاد حزب الديمقراطية المسيحية من السباق الانتخابي.
في نص القرار، لتبرير اختصاص مجلس الدولة، تم الإشارة إلى قرار سابق للمحكمة الدستورية الذي كان قد أشار إلى عدم وجود معيار مناسب لتقييمات منتظمة على العملية الانتخابية وذلك وفقا للقاضى الادارى، وبالتالي، يعتبر أن مجلس انتخابات مجلس النواب قد أعلن مسبقا مرارا وتكرارا أنه ليس لديهم الحق في الحكم على النتائج المحرزة في العملية الانتخابية التمهيدية، القضاء الإداري هو المختص بهذا الشأن. وفقا للوزير جوليانو أماتو، فالمشكلة التي قد تؤدى إلى تأجيل الانتخابات لم تتعلق بقبول الرمز ولكن تتعلق باجتياج مجلس الدولة مجال الولاية القضائية التي ينص عليها القانون تقع على عاتق المجالس
من الجدير بالذكر في هذا الصدد إلى أن القانون الانتخابي الساري في عام 2008 ينص ان الأحكام القائمة على قبول الرموز يتم الطعن عليها امام المكتب الوطني للانتخابات. لهذا السبب، معتبرا أن اللجنة المركزية هي الهيئة الوحيدة المخولة بالتصرف في المسائل الانتخابية، فالحكم النهائي يخضع إلى انماط انتخابات مجلس النواب ومجلس الشيوخ، وقدم الوزير اماتو ولاية إلى نقابة المحامين لتقديم طعن إلى المحكمة العليا لتحديد، وفقا للمادة 326 من قانون الإجراءات المدنية، الذين لديهم صلاحية الحكم. عقدت المحكمة بشكل بطارئ الثلاثاء 8 أبريل لتقييم الإجراءات التي اتخذتها الوزارة. وقبل محكمة النقض، عاد مجلس الدولة للتعبير عن نفسه في 8 أبريل، معلنا سقوط القرار بسبب التنازل عن مواصلة الحكم من جانب القائمة. في نفس اليوم، في تقرير التقييم الثالث من لاتسيو، الذي يعد الهيئة الأخرى من القضاء الإداري مثل مجلس الدولة قد أعربت عن رأي مفاده أنه غير مختصة للبت في الموضوع. أعلنت المحكمة العليا أخيرا أن الصلاحيات والمسؤوليات للعملية الانتخابية برمتها، بما في ذلك الجزء التحضيري، مسئولية هذا النمط من الانتخابات مجلسي النواب والشيوخ فقط، كما تنبأ به بعض المعلقين على أساس السابقة.
في أي حال، يفرض الدستور الإيطالي ان تقام الانتخابات خلال 70 يوما من حل البرلمان، أي في خلال 16 أبريل، بينما كان القانون الانتخابي يفرض أن تجرى الانتخابات يومي الأحد والاثنين: وبالتالى لم تكن بأي حال من الأحوال تعقد في تاريخ لاحق عن التاريخ المتوقع.

### المناقشة على بطاقة الاقتراع
وقبل أسبوع من الموعد المحدد للتصويت في إيطاليا، وبالتالى فالتصويت جارى بالفعل في الخارج، ذكر بعض قادة القوى السياسية، من بينهم سيلفيو برلسكوني وانطونيو دي بيترو، أن تكوين الجرافيك لبطاقات الاقتراع، الذي أعد وفقا لقانون الانتخابات التشريعات، يمكن أن تؤدي إلى الارتباك الناخب وبالتالي يكون عرضة لإلغاء بعض الأصوات.
على وجه الخصوص تم معارضة طباعة رموز الأحزاب المتحالفة في خلال صندوق ابيض على خلفية كلاسيكية مع تركيب رمادى للبطاقات الإيطالية التي يفصلها خط رمادى رفيع. وبهذه الطريقة وفقا للتفسير المحدد لاولئك الذين كانوا يشاركون في تركيب البطاقات انه قد يقوم الناخب برسم إشارة واحدة على الرموز ويلغى بذلك صوته وبذلك لا يكفى استنتاج القائمة التي حصلت على الأفضلية – الاغلبية. فكما قيل فالبطاقات المعدة لم تكن مطايقة لتلك التي استخدمت في المناقشة الانتخابية السابقة التي لم يشتكِ منها أيّ من القوى السياسية ولذلك لم يكن تركيب التحالفات (تحالفين كبيرين مع قوائم مختلفة فضلا عن القوائم الفردية غير المتحالفة) مشار إليها في نموذج البطاقة الإيطالية.
في اطار النقاش الذي كشف عن نبرات جدالية اضطر رئيس الجمهورية الذي تسلم نداء مباشر بهدف التدخل في الحكومة ليطلب من وزير الداخلية توفير التفسيرات المناسبة. ورد جولينو اماتو على دعوة رئيس الدولة بالدعوة لمؤتمر صحفى للتاكيد على أن رسم البطاقات كان قد اعد مضيفا بصرامة ان القانون الحالي لم يكن يمكنه التدخل حيث أن اجراءات التصويت قد بدأت بالفعل.
في 8 أبريل المقبل بعد خمسة أيام من بداية الانتخابات قرر وزير الداخلية ان يعلق في كل لجنة انتخابية ملصقات تدعو الناخبين إلى التعبير عن صوتهم بطريقة واضحة مستخدمين الشعار «إشارة واحدة على رمز واحد»
كما اكد الوزير انه حتى لو وضعت العلامة على أكثر من رمز فان الصوت سيتم حسابه لصالح القائمة التي تقع العلامة أكثر على رمزها.
| مثال | مثال | مثال | مثال |
| مثال | مثال | مثال | مثال |
| مثال | مثال | مثال | مثال |
| مثال | مثال | مثال | مثال |
| مثال | مثال | مثال | مثال |

## مقارنة التحالفات
مقارنة بالانتخابات السابقة فكانت التحالفات متنوعة جدا. كانت تلك التحالفات التي كانت تعد التحالفين الرئيسين في عام 2006 وقبل ذلك قد اختفت بالفعل. كانت الأحزاب المنبثقة منها ابطال تحولات كبرى. وكان الاتجاه العام هو انهيار العديد من القوائم والدمج بين قوى سياسية مماثلة لبعضها البعض. وبالنسبة للناخب فكان يمثل اطار مع عدد كبير من التحالفات ولكن داخلها اقل تنوعا ومتكونة من قوائم فردية باستثناء التحالفات الكبرى ومع برامج موحدة.

### قوائم واحزاب كانت جزء من الاتحاد
تحالف يسار الوسط حيث حل الاتحاد بعد سقوط حكومة برودى في 24 يناير 2008 والقوى التي كونته معطية الحياة لتشكيلات أخرى متنوعة. قرر الحزب الديمقراطى الاستغناء عن كل الحلفاء السابقين سواء لا نتخابات مجلس الشيوخ أو لانتخابات مجلس النواب بالإضافة إلى تحديد الحزب انه قد يقبل التحالف فقط مع الأحزاب التي تشترك بالكامل وبدون تحفظات في برنامجها الانتخابي. يعد التحالف الوحيد الذي حافظ عليه الحزب الديمقراطى هو التحالف مع قيم إيطاليا والذي وفقا للاتفاقات سيبقى على رمزه في السباق الانتخابي لتشكيل مجموعات برلمانية موحدة مع شريكه في الائتلاف. وقبلت الجذور الإيطالية بعد مفاوضات طويلة الاتفاق المطروح من الحزب الديمقراطى لادراج مرشحيه في قوائم الاخير. وكان نتيجة ذلك ان الراديكاليين لم يتقدموا رسميا بأي قائمة على الرغم من تقديمهم لرمز لهم.
حصلت أربع أحزاب أخرى (الحزب الشيوعى – حزب الشيوعين الإيطاليين – اليسار الديمقراطى – اتحاد الخضر) على فرصة للتوحيد تحت قائمة واحدة تسمى اليسار- قوس قزح وللتعبير عن ترشح واحد لمجلس النواب.
تقدم الحزب الشيوعى الذي تكون من المنشقين عن حزب المقاومة الشعبية الشيوعية بدون أي حليف. وقررت حركة اليسار التي تكونت من انقسام حزب المقاومة الشعبية الشيوعية ان تتقدم بدون حلفاء في الانتخابات برمزها وترشيحها لرئاسة المجلس.
كان ينوى الحزب الاشتراكى الذي ايد حكومة برودى منذ البداية على تقديم رمزه في المنافسة وكان هذا هو السبب الرئيسى غياب الاتفاق مع الحزب الاشتراكى الذوبان والاندماج في الحزب الديمقراطى.
اختار الاتحاد الديمقراطى للمستهلكين ان يخوض بمفرده الانتخابات مع رئيس القوى السياسية مثل حركة المواطنين السياسية وهي حركة مثل سابقتها نشأت من تفكك الاتحاد في مجلس الشيوخ خلال التشريع السابق الذي قدم قائمته.
لم يدخل حزب جنوب تيرول الشعبي في أي ائتلاف لمجلس النواب ولكنه بشكل محدود في كليات مجلش الشيوخ في ترينتينو التو اديجى دعم تحالف يسمى بباتو سالورنو مع الحزب الديمقراطى وقيم إيطاليا. وكان الحزب الشيوعى وبعض القوائم المحلية في اثنين من الكليات التي من ضمنها حزب جنوب تيرول الشعبي كان أكثر قوة وقدمت القائمة بشكل مستقل بينما في أربعة آخرين ركض المرشحين تحت رمز حزب جنوب تيرول الشعبي معا من أجل الاستقلال
وضع اوديور الذي تخلى عن يسار الوسط نفسه في الوسط على الرغم من بعض المخاوف الأولية واتخذ قرار التقدم بدون الانضمام إلى أي ائتلاف مرشحا كليمنتى ماستيلا لرئاسة مجلس الوزراء ومع ذلك ففى وقت لاحق أعلن رئيس الحزب بنفسه سحب ترشيحه.

#### قوائم واحزاب كانت جزء من تحالف يسار الوسط الإيطالي
فيما يتعلق بيسار الوسط وأيضا فيما يتعلق بتحالف يسار الوسط الإيطالي السابق فيختلف السيناريو المطروح على الناخبين مقارنة بمشهد 2006 . بعد اختيار الحزب الديمقراطى لخوض الانتخابات في ائتلاف محدود حيث قرر سيلفيو برلسكونى وجيانفرانكو فينى ان الأحزاب المعنية وهي فورزا إيطاليا والتحالف القومى ستتقدم تحت رمز موحد لشعب الحرية . ان تحالف يسار الوسط المتكون عام 2008 كان يشمل رابطة الشمال أيضا الذي سيقدم قوائمه فقط في شمال الوسط وحركة من أجل الاستقلال التي ستقوم بالامر نفسه في الاقاليم . تمت المفاوضات مع حركة من أجل الاستقلال على المستوى المحلى من خلال اختيار المرشحين لرئاسة اقليم صقلية التي عقدت في نفس الوقت .
اعطت تشكيلات صغرى مختلفة موافقتها على الدخول في حزب شعب الحرية مثل حزب الديمقراطية المسيحية للاستقلال والديمقراطيين الليبرالين (الهاربين من نشر يسار الوسط) والعمل الجماعى . في البداية عبر حزب الديمقراطية المسيحية لجوزيبى بيتزا عن رغبته في التحالف في مجلس الشيوخ مع شعب الحرية ولكن كان رمزه مشابهاً جداً لرمز اتحاد الوسط ومن ثم تم رفضه من الوزارة التي اكد حكمها في وقت لاحق اللجنة المركزية للانتخابات للمحكمة العليا مع قرار الذي اعتبر اصل المسألة القانونية التي تم مناقشتها سابقاً .
اعلنت حركة اليمين مخالفة لاستراتيجية برلسكونى في إنشاء حزب واحد عزمها على تقديم قائمتها الخاصة ومرشحها الخاص لمنصب رئيس الوزراء، وذلك على الرغم من انه في البداية كان يأمل قادة الحزب في تغيير إستراتيجية زعيم حزب شعب الحرية . يعد فقط استمرار حالة الجمود هو من اقنعهم للمضي قدما وابرام صفقة مع فياما تريكولوري: حيث قدم الطرفان قائمة واحدة متفقين على مرشح لرئاسة الوزراء سبق وقد أعلن عنه اليمين . وبالنسبة لفورزا نوفا اذى قرر منذ الإعلان عن حل البرلمان أن يخوض الانتخابات برمزه بمفرده .
واقترح أيضا على اتحاد الديمقراطيين المسيحيين والوسط الاندماج مع شعب الحرية نظراً لان اتحاد الديمقراطيين المسيحين والوسط لم يشارك على الرغم من الخلاف الذي يرجع إلى اختيار أعضاء فردين مثل كارلو جيوفاناردى للانضمام إلى شعب الحرية فبالتالى تقدم اتحاد الديمقراطيين المسيحيين بشكل مستقل، بمرشحه لرئاسة الوزراء . في غضون أسابيع من المشاورات الرئاسية أثارت العودة المفاجئة لبيير فرديناندو كاسيني حول مواقف تتفق مع مواقف فورزا إيطاليا انقسام كامل في اتحاد الديمقراطيين المسيحيين والوسط حيث بدأ برونو تاباتشى وماريو باتشيني حركة سياسية جديدة تسمى الوردة البيضاء، إلتى انضم إليها أيضا النقابي السابق سافينو بيتزوتا والتي اعلنت انها على استعداد لتقديم مرشحها الخاص لمنصب رئيس الوزراء، ولكن عقب اختيار اتحاد الديمقراطيين المسيحيين عدم التحالف أو الاندماج مع شعب الحرية، اختار الطرفان تقديم لائحة مشتركة وهي اتحاد الوسط بمرشح واحد لرئاسة المجلس
هل قدم بعض أعضاء يمين الوسط كجوليانو فيرارا الذي دفع في الأيام السابقة للحملة الانتخابية البلاد للمناقشة حول فرصة تأجيل تطبيق قانون الإجهاض قائمة تحمل في الرمز كلمة "الإجهاض؟ لا شكرا

### المرشحون
تعد عقدة التحالفات والائتلافات الانتخابية أول موضوع يتم مواجهته فورا بعد حل مجلسى البرلمان . وكان القانون الانتخابي الحالي يلزم كل قائمة بالإعلان عن رئيس القوى السياسية أو في حالة القوائم المتحالفة بالإعلان عن رئيس التحالف اى اسم المرشح الذي اختارت القائمة دعمه للتعيين في رئاسة مجلس الوزراء . لا يعتبر على اى حال هذا التعيين ملزم من الناحية القانونية نظراً لان رئاسة المجلس لا تعد وظيفة انتخابية ولكن تعيين رئيس الجمهورية . حيث يسمح للمرشحون المرتبطين بشكل رسمى بعلامات مودعة في وزارة الداخلية الذين كانوا في الاصل أكثر من 150 . العديد من اولئك الذين استطاعوا بالفعل تقديم القوائم لدعم ترشيحهم حتى في دائرة واحدة . ومن بين هؤلاء الذين كانوا مدعموين من قوائم مقدمة في غالبية الدوائر الانتخابية لمجلسى النواب والشيوخ (كانت بالترتيب الابجدى حسب اللقب).
•	سيلفيو برلسكونى مدعوماً من شعب الحرية ورابطة الشمال وحركة من اجل الاستقلال
•	بيرتينوتى بدعم من اليسار – قوس قزح
•	انريكو بوسيلى مدعوماً من الحزب الاشتراكى
•	بيير فرديناندو كاسينى مدعوماً من اتحاد الوسط
•	فلافيا دى انجلى مدعومة من اليسار
•	ستيفانو دى لوكا مدعوماً من الحزب الليبرالى الإيطالي
•	برونو دى فيتا مدعوما من الاتحاد الديمقراطى للمستهلكين
•	ماركو فيراندو مدعوما من حزب العمال الشيوعى
•	جوليانو فيرار هل تدعم من قائمة ابورتو ؟ لا شكرا
•	روبرتو فيورى مدعوما من اجل الخير المشترك
•	دانييلا سانتاتشى مدعومة من اليمين لهب ثلاثى الالوان
•	والتر فيلترونى مدعوما من الحزب الديمقراطى وقيم إيطاليا

#### رمز التنظيم الذاتي للمرشحين
-أطقت ييبى غريللو حملة بعنوان «برلمان نظيف».
- في الاسابيع السابقة لتقديم القواءم الانتخابية، تمّ مناقشة جميع الأحزاب السياسية الرئيسة على إمكانية وكيفية تجنب المواطنين المدانيين أو المشتبه بهم في قوائمهم .
النقاش المتبع الذي لم يكتمل أبدا، لتوصية اللجنة البرلمانية لمكافحة المافيا لمدونة التنظيم الذاتى للانتخابات المحلية لعام 2007.
و في المذكرة التي قدمتها بييبى غريللو حيث تروج فيها لمقترح «قانون» بعنوان «برلمان نظيف» ومن بينها أمور أخرى منها عدم الأهلية للمدانيين لاى درجة من الحكم بغض النظر عن شدة الجريمة.
الحزب الديمقراطى، بعد أن وافق بالفعل على مذكرة لقانون السلوك في هذا الموضوع، أعلن بقيام موضوع حليف إيطاليا القيم أنه لن يكون له مرشح في المقام الأول . وهذا هو، قبل أن تمّ تأكيد الحكم بشكل قاطع .
بناء على اقتراح من التحالف الوطنى، الذي قدم من زعيمة «القوائم النظيفة» وذكرت أيضا شعب الحرية على أنه يريد منع الترشح للمرشحين، طالما أنه لم تتمكن الادانات التي وقعت نتيجة «العملية السياسية». وفي هذا بيان آخر الذي جاء فيه أنه في أي حال من الاحوال لم يكن ذلك ممكنا للعلاج كما أراد أولئك الذين لم يمروروا كافة المستويات والثلاثة منها للمحاكم.
أما بالنسبة ليسار – قوس قزح، أعلن سكرتير المقاومة الشعبية أنه " من الضرورى وجود قائمة " لقانون السلوك" ويقترح اعتماد يطلق سابقا من قبل لجنة مكافحة المافيا من خلال الإدارة السابقة.

## الحملة الانتخابية
•	مقال على Wikinotizia : الانتخابات السياسية الإيطالية الخاصة 2008 \ برامج انتخابية .
يتطلب قانون الانتخابات الحالي لقوى سياسة لتقديم برامجها لنفس الرموز الانتخابية لذلك كل القوى السياسة والائتلافات الممثلة في البرلمان تنشر برامجهم الانتخابية في الأيام الأولى من مارس .
فيما يتعلق بالبرنامجين المقدمين للانتخابات السياسية الإيطالية ل 2006 كان الفارق ملحوظ مما يجعل أحد التحالفات بإعادة نظر طويلة ومفصلة كالبرامج المقدمة للأمم المتحدة في المشاورات السابقة.
مقارنة للبرامج السياسية الرئيسية قد تلاحظ التشابه فيما يتعلق بالمقترحات، فعلى سبيل المثال الحاجة إلى الإستثمار في المدارس والجامعات والبحوث ولكن مع فوارق مختلفة من أجل القيام بطريقة أفضل . في حين أن الاختلافات أعمق في المجال الاقتصادى . لذلك أِقترح البعض تأميم هذه الشركات في حين البعض الآخر اقترح إكمال خصخصتها . وأيضا يوجد قضايا حساسة من الناحية الاخلاقية ولاسيما البرامج التي لاتخلو من الإشارة إلى مشكلة تنظيم التعايش .
وعلى الرغم من التوازن بين الحماية البيئية والبحث عن مصادر جديدة للطاقة تتضمن استخدام الطاقة النووية ويعتبر مقترح اقترح صراحة كثيرا أو أقل في بعض الحالات، وإعادة تطوير شبكة البنية التحتية، كلها مواضيع جوهرية مقدمة في كل البرامج من القوائم الرئيسية التي كانت موجودة في المنافسة الانتخابية . كما أنها تشكل التزامات ثابتة لكفاءة العدل والجهاز الادارى للحد من تكاليف السياسة وقدر أكبر من الأمن .

### القصة الإيطالية
و تتشابك مصير شركة طيران «علم إيطاليا» مع الحملة الانتخابية .
الحكومة، وبالفعل قبل حل المجلس واعطت رأيها حصرياً مع «اير فرانس كيه ال ام» " Air France . Klm " لصالح المفاوضات التجارية، ومع ذلك بعد استقالة السلطة التنفيذية من قبل قوات المعارضة جاء البدء على طلب الامتناع عن مواصلة الصفقة . كان الدافع وراء هذا الطلب يسبب الحاجة إلى الرجوع لاختيار حكومة تتمتع بالشرعية السياسية بعد أن استقالت الحكومة محدودو الإرادة للأحداث اليومية .
و مع ذلك أجاب وزير الاقتصاد «توماسو بادواشيوبا» ورئيس الوزراء الإيطالي «رومانسو برودى» إنه لا يستطيع أن يضمن أن الشركة لن تفلس في حال تأخير لمدة شهرين، ومن هذا المنظور ألقت التكاليف على المساهمين المحليين، وفي رأيهم، جعل الانشطة بالكامل مشروعة عن السلطة التنفيذية .
بعد بدء الحملة الانتخابية الحقيقية، عاد الموضوع من جديد، ويرجع الفضل في ذلك جزئياً إلى الصعوبة المتاصلة في التفاوض الذي شهده معارضة لأسباب مختلفة والحكومة والمشترين والنقابات العمالية . فضلاً عن مؤسسات لومبارد المحلية من خلال البحر .
و بالنسبة للمشاكل التي من هذا النوع، يمكن أن تُحل من وجهة نظر مالية بحتة، إذا أضيف الآخرين سبب التزايد المستمر لمصلحة المرشحين على رأس القوى السياسية حول هذه القضية . وعلى وجه الخصوص تركز النقاشات حول إمكانية مجموعة من رجال الأعمال الإيطاليين مقارنة بالاقتراح المضاد من الناقل الفرنسى . وهذا يجب أن يكون لدعم المشروع الأصلي لهيرون لاكتساب إيطاليا .
وبالتالى .. وفي المناقشة التي تطورت خلال الحملة وأيضا بسبب احتمالية بعض التدخلات من شأنها أن تعكس سياسة الحكومة في المستقبل، بما في ذلك الخطوط الجوية الفرنسية ومع ذلك قد تعهد للحصول على موافقة قبل البدء، وقد تميز سعر السهم في البورصة بارتفاع لذلك لتكون أكثر الاوقات وقف التنفيذ .
خلال مسار الحملة تمّ التعبير عن ما لايقل عن ثلاث مواقف مختلفة: الموقف الذي اتخذه «سيلفيو برلسكونى» أو الذي يكون للتحفيز، وأيضا الدور المزدوج المتمثل في رجل الأعمال والسياسي لمصلحة رجال الأعمال الإيطاليين وعلى العكس من ذلك، فإن التحالف بقيادة «والتر فيلترونى» أعلن أنه كان دائما على استعداد لاحترام خيارات السوق، مع عدم استبعاد بيع المجموعة الإيطالية إذا كانت الشروط من العرض متوفرة، ومع ذلك لم يُقدم رسمياً قبل الانتخابات، حيث أنه أفضل كذلك وثمة خيار ثالث أن يمثلها القائمة في دعم «فاوستو بيرتيونى» التي دعمّ إمكانية ان الدولة تتولى مسؤلية مصير إعادة تنظيم الشركة على الأقل مؤقتاً.
مواقف الشخصيات السياسية الثلاث أثارت في عدة مرات وذلك لأسباب مختلفة ورد الفعل سواء بالدعم أو الرفض من قبل القوى السياسية المتنافسة.

## استطلاعات الرأى قبل التصويت
لا تعتبر هذه المادة أو القسم موضوع سياسي محايد .
السبب: يرجع السبب حول بيانات استطلاع الرأى كما لو كانت بيانات حقيقية، وهذا بالفعل مشكوك فيه عموماً، واستطلاعات الرأى هي مجرد تكهنات (لا شئ ضد استطلاعات الرأى، الذين يفعلون هذا والواضح أنهم الإيطاليين الذين يكونون في المقابلات، لا يصرحون بشئ عن الذين صوتوا.....)
تضاربت استطلاعات الرأي في اليوم الثاني من الانتخابات التشريعية الإيطالية التي ستفرز حكومة جديدة خلفا لحكومة التكنوقراط برئاسة ماريو مونتي الذي عيّن قبل نحو عام لإنقاذ إيطاليا من أزمة مالية.
فبينما كشفت استطلاعات رأي وعمليات فرز أولية تقدم يمين الوسط بقيادة رئيس الوزراء السابق سيلفيو برلسكوني، أظهرت استطلاعات أخرى تقدم يسار الوسط بقيادة بييرلويجي برساني في مجلسي الشيوخ والنواب.
وتتنافس في الانتخابات ست قوائم، وهي قائمة تكتل يسار الوسط بقيادة برساني، ويمين الوسط بقيادة برلسكوني، والقائمة المدنية التي تمثل الوسط بقيادة مونتي، وتحالف الثورة المدنية التي يتزعمها القاضي أنطونيو إنغرويا، وحركة «خمس نجوم» بزعامة الممثل الكوميدي جوزيبي غريلو، وحركة «العمل من أجل وقف الانحطاط» برئاسة الصحفي اوسكار جانينو.
وأظهرت الاستطلاعات التي أجرتها شبكة «سكاي نيوز» الإخبارية للناخبين لدى خروجهم من صناديق الاقتراع، تقدم يسار الوسط في مجلس الشيوخ بنسبة 37%، يليه تكتل يمين الوسط مسجلا 31%، ثم حركة خمس نجوم بنسبة 16.5%، والقائمة المدنية بنسبة 9%، والثورة المدنية بنسبة 3%.
كما أظهرت نتائج استطلاع مجلس النواب قراءة مشابهة للشيوخ بتقدم يسار الوسط ثم يمين الوسط ثم حركة خمس نجوم، تليها القائمة المدنية وأخيراً الثورة المدنية.
وتعكس هذه المؤشرات فشلا لتيار رئيس الوزراء المستقيل مونتي، بينما توزع الدعم الشعبي على اليسار واليمين ثم حركة خمس نجوم التي يصفها البعض «بالحزب الاحتجاجي» الذي شكل اختراقه مفاجأة للكثيرين.
وإذا صحت هذه النتائج فهذا يعني أن يسار الوسط بقيادة الحزب الديمقراطي وزعيمه برساني سيشكل الحكومة المقبلة، وذلك وفقا للقانون الذي يعطي هذا الحق للحزب صاحب الحصة الأكبر.
وكانت مراكز الاقتراع في إيطاليا قد أغلقت أبوابها عند الثالثة بالتوقيت المحلي (الثانية بتوقيت غرينتش)، وذلك في اليوم الثاني من التصويت في الانتخابات التشريعية.
وقالت وزارة الداخلية إن الإقبال على التصويت في اليوم الأول بلغ 55.17% من الناخبين المسجلين، بتراجع قدره 7.38% عن اليوم الأول من انتخابات عام 2008 حين كانت النسبة 62.55%.
وشهدت إيطاليا أمس الأحد حالة من الطقس الرديء، وخاصة في مناطقها الشمالية التي سجلت هطولاً للثلوج ربما ساهم في تراجع الإقبال على الاقتراع.
ويبلغ عدد المصوتين في إيطاليا 47 مليوناً و11 ألف ناخب، وتجري الانتخابات وفق نظام القائمة النسبية.
و مع ذلك لا يوجد مصدر ويبين الجدول التالي متوسط استطلاعات الرأى، التي رسمها موقع termometropolitico.it
| تحويل د                 | شهر د        | مركز اليسار[والتر فيلترونى]د | اليسار– قوس قزح [فوستو بيرتينوتى]د | اتحاد الوسط [بيير فرديناندو كاسينى]د | شمال الوسط [سيلفيو برلسكونى] |
| ----------------------- | ------------ | ---------------------------- | ---------------------------------- | ------------------------------------ | ---------------------------- |
| termometropolitico.it ل | نوفمبر 2007ل | 32.6ل                        | 5.2ل                               | 3.5ل                                 | 45.7                         |
| termometropolitico.it ل | ديسمبر 2007ل | 29.9ل                        | 6.3ل                               | 5.4ل                                 | 45.8                         |
| termometropolitico.it ل | يناير 2008ل  | 30.6ل                        | 4.8ل                               | 3.2ل                                 | 46.0                         |
| termometropolitico.it ل | فبراير 2008ل | 35.4ل                        | 6.3ل                               | 5.3ل                                 | 44.7                         |
| termometropolitico.it ل | مارس 2008ل   | 37.2ل                        | 5.8ل                               | 6.6ل                                 | 44.7                         |

كما كان حزب شعب الحرية وحزب رابطة الشمال في الصدارة لعدة شهور وقد أظهرت استطلاعات الرأى أن حزب شعب الحرية وحزب إيطاليا القيم كانوا في نمو مستمر، ونداء للناخبين أن التصويت الجيد لليسار المتطرف، مختلطة مع انخفاض محتمل من الناخبين من التحالف الوطنى القديم تجاه «دانييلا سانتاتكى» والشركة المتحدة للتنمية «بيير فرديناندو كاسينى» وقال إنه كان على الأقل تمكن من تحقيق الحزب الديمقراطى ليصبحالطرف الأول، والناخبين في الخارج بين الاغلبية بين مجلسى النواب والشيوخ . كما تطرق قبل عامين بدا ذلك ممكناً.
في الواقع، فإن الإشارة للتصويت المفيد خلق «نعم» لانكماش قائمة «بيرتينوتى»، ولكن كلا من التحالف لم يستفد، والتي تبين المبالغة في تقدير واحد من الجانبين . وفي الوقت نفسه، فقدان صوتاً مقابل القوات الأخرى الأكثر اعتدالا، وحين أصبح الشعب من حزب الحرية، أول حزب في مجلس الشيوخ، كانت النتيجة تفوق التوقعات نظراً للانتصار حتى في مناطق مثل «لاتسيو» و«كامبانيا» و«بغوريا» حتى نهاية تاريخ مشاركة صلاحية الخصم .

## نتــــــــائج
جاءت نتائج الانتخابات الإقليمية الإيطالية التي جرت نهاية شهر آذار مثيرة للجدل حول ما أفرزته من موازيين للقوى الحزبية الإيطالية على اختلافها، وتبعات هذه النتائج على مجموع خارطة الأحزاب الإيطالية الحالية.
فقد أفرزت نتائج الانتخابات مفارقات كبيرة تلخص أهمها في تراجع حزب شعب الحرية (حزب رئيس الوزراء سيلفيو برلوسكوني) من 33 بالمئة في انتخابات عام 2008 إلى نحو 26.7 بالمئة في هذه الانتخابات، وكذلك في نيل رابطة الشمال التي يتضمن خطابها وكذلك شعاراتها معاداة المهاجرين ونزعة نحو الحكم الذاتي (الانفصال) على 12,7 بالمئة مقارنة بـ 9.5 بالمئة في الانتخابات عام 2008.
هذا في الوقت الذي نال فيه يسار الوسط (الحزب الديمقراطي) ثاني أكبر حزب في البلاد 26 بالمئة من أصوات الناخبين، ما يجعله عملياً الحزب المعارض الأبرز لبرلوسكوني إلى جانب حزب إيطاليا القيم برئاسة قاضي محاكمة الفساد السابق أنتونيو ديبترو الذي حصل على نسبة 7 بالمئة وقوى اليسار الأخرى على اختلافها.
ورغم انتزاع رئيس الحكومة الإيطالية برلوسكوني، أربعة أقاليم مهمة من قوى اليسار (على اختلافها) هي بيمونتي، لانسيو، كإسبانيا، كالابريا، وإبقاء هيمنته على إقليمي فينيتو ولومبارديا، في انتخابات شارك فيها نحو 44 مليون ناخب وشملت 13 إقليماً من أصل 120 إقليمياً، فإن نسبة التأكيد الجماهيري - الانتخابي لبرلوسكوني وحزبه قد تراجعت بنسبة كبيرة ترافقت مع تقدم واضح لحزب المعارضة الرئيسية الحزب الديمقراطي، ما يجعله عملياً الحزب المعارض الرئيسي لبرلوسكوني، مع تراجع في نسبة المشاركة في الانتخابات قدر بسبع نقاط مقارنة بانتخابات عام 2005.
أما قوى اليسار بتلاوينه (يسار ويسار وسط ....الخ) فقد فازت بسبعة أقاليم مقابل ستة أقاليم لقوى اليمين.
في الوقت الذي عانت فيه قوى اليسار من مصاعب في طبيعة تركيب لوائحها الانتخابية، إلى تشرذم الأصوات بين تياراته، وخاصة بين حزبي الحزب الديمقراطي بزعامة بيير ميرساني وحزب «إيطاليا القيم» بزعامة القاضي السابق دي بيترو فضلاً عن حركة التغيير، وأحزاب اليسار التقليدية والتي ساهمت بمجموعها في خسارة هذا التيار العديد من الأقاليم بفوارق بسيطة سقطت رسيدس بريسو مرشحة اليسار لرئاسة إقليم بيمونتي بفارق نصف نقطة عن مرشح اليمين، هذا في الوقت الذي حصد فيه مرشح اليسار الغاضب في هذا الإقليم على 4.5 نقاط.
عوامل عديدة ساهمت في نتائج هذه الانتخابات المناطقية الإيطالية، كما هي الانتخابات الإيطالية المثيرة للجدل عموماً، ومنها:
- معاقبة الناخبين لرئيس الوزراء برلوسكوني بسبب سلسلة الفضائح والفساد والفوضى والخيارات الشخصية في تشكيل اللوائح الانتخابية لحزبه، عبر امتناع نسبة مهمة من الإيطاليين وبضمنهم أنصار برلوسكوني عن المشاركة في الانتخابات أقل نسبة مشاركة منذ 16 عاماً.
- تشرذم أصوات الناخبين من قوى اليسار بتلاوينه والتي أدت إلى فقدان العديد من الأصوات في أقاليم صنفت على قائمة اليسار وبفوارق بسيطة جداً.
- النجاح الباهر الذي حققته رابطة الشمال وما تمثله من توجهات قومية متطرفة وصولاً إلى النزاعات الانفصالية في أكثر المناطق الإيطالية غنى وثراء، وتأثيرات هذا النجاح على الخارطة السياسية الإيطالية القادمة.
- نسبة الامتناع - الاحتجاج الواسع الذي أظهرته هذه الانتخابات وانعكاساته على نتائجها يميناً ويساراً بتلاوينهم وهذا ما وصفه المراقبون بالتصويت الاحتجاجي أيضاً.
هذه العوامل وغيرها يفترض بها أن تدفع نحو مراجعة وتقييم من قبل القوى الحاكمة حتى تاريخه كذلك المعارضة وإن تقدمت بالنتائج الإجمالية الانتخابية إلا أن مجموع النتائج أظهرت مرة فرادة الانتخابات الإيطالية مقارنة بمثيلاتها الأوروبية أيضاً.
بعد ثوان قليلة من إغلاق صناديق الاقتراع انتشرت استطلاعت الرأى لمجلس النواب . علموا بانتصار حزب شعب الحرية مع انخفاض هامش 42% من الائتلاف الذي يؤيد «سيلفيو برلسكونى» و40% يدعم «والترفيلترونى» وعلى الرغم من وجود توقع النصر بشكل كبير ، كما هو الحال في 2006 , أظهرت استطلاعات الرأى أعلى أخطاء من الأرقام الحقيقية (50% لائتلاف يمين الوسط، +2.5% ليسار الوسط). بالإضافة إلى المبالغة في تقدير كل من حزب الإيطالية وحزب قوس قزح اليسار ، الذي تمّ تعيين عدد من الاصوات على مايبدو كافية لضمان انتخاب بعض النواب .
تم نشر نتائج الانتخابات من قبل وزارة الداخلية ، كما تلقى المحافظين محاضر مراكز الاقتراع .
وقدمت لجنة الانتخابات المركزية التي وضعتها المحكمة العليا النتائج النهائية ، باستثناء الشكاوى التي تطلب فحص أسلوب الانتخاب لكل من مجلس الشعب ومجلس الشيوخ للجمهوري . بعد إعلان النتائج الوطنية ، أعلنت اللجنة الانتخابية الفردية دائرة المرشحين. تكون الكنيست من المجالس التشريعية في المجلس التشريعى السادس عشر ، ومع ذلك، تمّ التعريف به بعد البرلمان الذي أُنتخب فيه معظم الدوائر الانتخابية.
مجلس النواب

### إيطاليا
ستيفانو دى لوكا ل || القوات الجديدة ل || 0.30ل || 109.699 || 0 || - || -

ستيفانو دى لوكا ل || القوات الجديدة ل || 0.30ل || 109.699 || 0 || - || -

| القائد                  | القائمة                       | الاصوات%   | الاصوات د     | المقاعد  | الاختلافد | ↓↑   |
| ----------------------- | ----------------------------- | ---------- | ------------- | -------- | --------- | ---- |
| سيلفيو برلسكونى ل       | شعب الحرية ل                  | 37.38ل     | 13.629.464ل   | 272ل     | 1.28↑ل    | 60↑  |
| رابطة الشمال            | 8.30ل                         | 3.0240543ل | 60ل           | 2.84↑ل   | 34↑       |      |
|                         | الحركة من أجل الحكم الذاتى ل  | 1.13ل      | 410.499ل      | 8ل       | 1.13↑ل    | 8↑   |
|                         | مجموع التحالف ل               | 46.81ل     | 17.064.506ل   | 340ل     | 2.93↑ل    | 63↑  |
| والتر فيلترونى ل        | الحزب الوطنى ل                | 33.18ل     | 12.095.306ل   | 211ل     | 1.97↑ل3↓  |      |
|                         | إيطاليا القيم ل               | 4.37ل      | 1.594.024ل28ل | 2.08↑ل   | 12↑       |      |
|                         | مجموع التحالف ل               | 37.55ل     | 13.689.330ل   | 239ل     | 12.26↓ل   | 101↑ |
| بيير فرديناندو كاسينى ل | اتحاد الوسط ل                 | 5.62ل      | 2.050.229ل    | 36       | ل1.13↓    | 3↓   |
| فاوستو بيريتونتى ل      | يسار-قوس قزح ل                | 3.12ل      | 1.124.298ل    | 0ل7.01↓ل | 72↓       |      |
| دانييلا سانتانكي ل      | يمين - فياما تريكولوري ل      | 2.43ل      | 884.961ل      | 0ل       | -ل        | -    |
| انريكو بوسيليل          | الحزب الاشتراكى ل             | 0.98ل      | 355.495ل      | 0ل       | 1.91↓ل    | 18↓  |
| ماركو فيراندول          | حزب العمال الشيوعي "(CLP) ل   | 0.57ل      | 208.296ل      | 0ل       | -ل        | -    |
| فلفيا انجيلى ل          | نقد اليسار ل                  | 0.46ل      | 168.916ل      | 0ل       | -ل        | -    |
| جوليانا فيرارا ل        | حزب جنوب تيرول الشعبية ل      | 0.41       | ل147.718ل     | 2ل       | 0.07↓ل    | 2↓   |
| ستيفانو مونتانارى ل     | ابورتو لا شكرا ل              | 0.37ل      | 135.538ل      | 0ل       | -ل        | -    |
| روبرتو فيورى ل          | للصالح العام ل                | 0.33ل      | 119.569ل      | 0ل       | -         | -    |
| برونو دى فيتا           | الاتحاد الديمقراطى للمستهلكين | 0.29       | 104.53        | 0        | -         | -    |
| رينزو رابيللينو         | لا لليورو - قائمة جينى كريكت  | 0.39       | 136.708       | 0        | -         | -    |
| الاخرين                 | قوائم أخرى                    | 0.93       | 163.708       | 0        | -         | -    |
| الاجمالى                |                               | 100.00     | 36.457.254    | 617      | -         | -    |

### وادى أوستا
| المرشح              | القائمة                 | الاصوات % | الاصوات | المقاعد |
| ------------------- | ----------------------- | --------- | ------- | ------- |
| روبرتو رولاندو نيكو | الحكم الذاتى الديمقراطى | 39.12     | 29314   | 1       |
| الانا بيرونى        | وادى أوستو              | 37.84     | 28357   | 0       |
| جوزيبى جامبارديلا   | شعب الحرية              | 18.52     | 13880   | 0       |
| بارتسيو جوفا        | رابطة الشمال            | 3.10      | 2322    | 0       |
| جانكارللو           | العمل الاجتماعى         | 1.42      | 1060    | 0       |
| الإجمالى            |                         | 100.00    | 74.939  | 1       |

### الخارج
| الحزب الديمقراطى                      | 32.48 | مثال  | 6 |        |  |      |    |
| اتحاد الوسط                           | مثال  | 30.90 | 4 |        |  |      |    |
| حركة الإيطاليين في الخارج             | 8.43  | مثال  | 0 |        |  |      |    |
| الجمعيات الإيطالية في أمريكا الجنوبية | 8.33  | مثال  | 1 |        |  |      |    |
| ليطاليا القيم                         | 6.16  |       | 0 |        |  |      |    |
| الحزب الاشتراكى                       | 4.04  | مثال  | 0 |        |  |      |    |
| اليسار - قوس قزح                      | 0.89  | مثال  | 0 |        |  |      |    |
| صقلية الأخرى                          | 0.89  | مثال  | 0 |        |  |      |    |
| نقد اليسار                            | 0.58  | مثال  | 0 |        |  |      |    |
| المستهلكين الإيطاليين                 | 0.47  | مثال  | 0 |        |  |      |    |
| القيم والمستقبل                       | 0.43  | مثال  | 0 | إجمالى |  | مثال | 12 |

### مجلس الشيوخ الجمهورى
إيطاليا
| القائد   | القائمة | الاصوات % | الاصوات | المقاعد | الاختلاف | ↑↓   |
| -------- | ------- | --------- | ------- | ------- | -------- | ---- |
| مثال     | مثال    | مثال      | مثال    | مثال    | مثال     | مثال |
| مثال     | مثال    | مثال      | مثال    | مثال    | مثال     | مثال |
| مثال     | مثال    | مثال      | مثال    | مثال    | مثال     | مثال |
| مثال     | مثال    | مثال      | مثال    | مثال    | مثال     | مثال |
| مثال     | مثال    | مثال      | مثال    | مثال    | مثال     | مثال |
| مثال     | مثال    | مثال      | مثال    | مثال    | مثال     | مثال |
| مثال     | مثال    | مثال      | مثال    | مثال    | مثال     | مثال |
| مثال     | مثال    | مثال      | مثال    | مثال    | مثال     | مثال |
| مثال     | مثال    | مثال      | مثال    | مثال    | مثال     | مثال |
| مثال     | مثال    | مثال      | مثال    | مثال    | مثال     | مثال |
| مثال     | مثال    | مثال      | مثال    | مثال    | مثال     | مثال |
| مثال     | مثال    | مثال      | مثال    | مثال    | مثال     | مثال |
| مثال     | مثال    | مثال      | مثال    | مثال    | مثال     | مثال |
| مثال     | مثال    | مثال      | مثال    | مثال    | مثال     | مثال |
| مثال     | مثال    | مثال      | مثال    | مثال    | مثال     | مثال |
| مثال     | مثال    | مثال      | مثال    | مثال    | مثال     | مثال |
| مثال     | مثال    | مثال      | مثال    | مثال    | مثال     | مثال |
| مثال     | مثال    | مثال      | مثال    | مثال    | مثال     | مثال |
| مثال     | مثال    | مثال      | مثال    | مثال    | مثال     | مثال |
| مثال     | مثال    | مثال      | مثال    | مثال    | مثال     | مثال |
| مثال     | مثال    | مثال      | مثال    | مثال    | مثال     | مثال |
| مثال     | مثال    | مثال      | مثال    | مثال    | مثال     | مثال |
| الإجمالى | مثال    | مثال      | مثال    | مثال    | مثال     | مثال |

### وادى أوستا
| المرشح   | القائمة | الاصوات % | الاصوات | المقاعد |
| -------- | ------- | --------- | ------- | ------- |
| مثال     | مثال    | مثال      | مثال    | مثال    |
| مثال     | مثال    | مثال      | مثال    | مثال    |
| مثال     | مثال    | مثال      | مثال    | مثال    |
| مثال     | مثال    | مثال      | مثال    | مثال    |
| مثال     | مثال    | مثال      | مثال    | مثال    |
| مثال     | مثال    | مثال      | مثال    | مثال    |
| الإجمالى | مثال    | مثال      | مثال    | مثال    |

### ترينتيتو ألتو أديجى
| القائمة  | الاصوات % | الاصوات | المقاعد |
| -------- | --------- | ------- | ------- |
| مثال     | مثال      | مثال    | مثال    |
| مثال     | مثال      | مثال    | مثال    |
| مثال     | مثال      | مثال    | مثال    |
| مثال     | مثال      | مثال    | مثال    |
| مثال     | مثال      | مثال    | مثال    |
| مثال     | مثال      | مثال    | مثال    |
| مثال     | مثال      | مثال    | مثال    |
| مثال     | مثال      | مثال    | مثال    |
| مثال     | مثال      | مثال    | مثال    |
| مثال     | مثال      | مثال    | مثال    |
| مثال     | مثال      | مثال    | مثال    |
| الإجمالى | مثال      | مثال    | مثال    |

### الخارج
| القائمة          | الاصوات % | الاصوات | المقاعد |
| ---------------- | --------- | ------- | ------- |
| شعب الحرية       | مثال      | مثال    | 3       |
| الحزب الديمقراطى | مثال      | مثال    | 2       |
| اتحاد الوسط      | مثال      | مثال    | 1       |
| إيطاليا القيم    | مثال      | مثال    | 0       |
| صقلية الأخرى     | مثال      | مثال    | 0       |
| مثال             | مثال      | مثال    | 0       |
| مثال             | مثال      | مثال    | 0       |
| مثال             | مثال      | مثال    | 0       |
| مثال             | مثال      | مثال    | 0       |
| مثال             | مثال      | مثال    | 0       |
| مثال             | مثال      | مثال    | 0       |
| يسار - قوس قزح   | مثال      | مثال    | 0       |
| النقد الشمالى    | مثال      | مثال    | 0       |
| الإجمالى         | 100.00    | 953.144 | 6       |

### مجلس النواب
| القائمة                          | المقاعد |
| -------------------------------- | ------- |
| شعب الحرية - رابطة الشمال        | 344     |
| الحزب الديمقراطى - إيطاليا القيم | 274     |
| اتحاد الوسط                      | 36      |
| قبعة الشمال                      | 2       |
| حركة الإيطاليين في الخارج        | 1       |
| الإجمالى                         | 630     |

### مجلس الشيوخ الجمهورى
| القائمة                          | المقاعد |
| -------------------------------- | ------- |
| شعب الحرية - رابطة الشمال        | 174     |
| الحزب الديمقراطى - إيطاليا القيم | 133     |
| وادى اوستو                       | 1       |
| اتحاد الوسط                      | 3       |
| جنوب قبعة حزب الشعب              | 1       |
| حركة الإيطاليين في الخارج        | 1       |
| الإجمالى                         | 315     |

## الاقبال على صناديق الاقتراع
•	بيانات نهائية على الاقبال . يوم الاثنين 14 أبريل 15.000 كانت النسب المؤية للناخبين على النحو التالي : مجلس النواب 80.456% (منها 36452305 الاصوات الصحيحة) ومن الناخبين المؤهلين 77.073% (97295978) ومجلس الشيوخ 80.507% (منها 32771227 الاصوات الصحيحة) (75.759%) من الناخبين المؤهلين 43257268 مقاطعة 74.580% , البلدية 78.116% .
•	في الساعة 22.00 يوم الأحد، 13 أبريل، كانت النسبة المؤية على النحو التالي : مجلس النواب 26.546% , المقاطعات والبلديات 60.640% .
•	في الساعة 19.00 , يوم الأحد، 13 أبريل ، كانت النسبة المؤية على النحو التالي : مجلس النواب 48.689% , 43.424% , المقاطعات والبلديات 46.669% .
•	في الساعة 12.00 يوم الأحد، 13 أبريل ، كانت النسب المؤية على النحو التالي : مجلس النواب 16.356% , المقاطعات 14.286% , البدلديات 15.564% .
•

## التحليل الإقليمي للتصويت
مقارنة مع الانتخابات السابقة في عام 2006 حدث انتشار ساحق من يمين الوسط في كل مناطق حزب يسار الوسط تقريبا .
يحصل ائتلاف يمين الوسط «سيلفيو برلسكوني» على نتائج ساحقة ، حصل مجلس النواب على 55% من الاصوات في لومباردى وفينيتو والحصول على أكثر من 50% في كامبانيا وصقلية .
و قد تحققت نتائج ممتازة أيضا في فريولى وفينيسا وجوليا ولاتسيو وبيدمونت وبوليا في حين أن الائتلاف تجاوز 45% من الاصوات.
ومن المتصور انتشار حزب رابطة الشمال مع مايزيد على 30% من الاصوات باعتباره الحزب الرئيسى في محافظات برغامو وسوندريو ، في منطقة ترفيزو وفيرونا وفيتشنزا .
حصل ائتلاف يسار الوسط ، «والتر فيلترونى» على نتائج جيدة فقط في توسكانا، حيث مجلس النواب تجاوز 50% من الاصوات ، في إميليا رومانيا حيث مايقرب من 50% وأومبريا وماركى ، حيث يعيش أكثر من 45% .

## عقب التصويت
تم تسليم نتاج المنتحبين إلى قاعات برلمانية حيث يوجد الممنتخبين الذي لايشهده ممثلي أحزاب اليسار التقليدي والاشتراكي والشيوعي للمرة الأولى في تاريخ الجمهورية الإيطالية وأكثر من قرون ، إذا اشتثنينا اثنين من عقود الديكتاتورية الفاشية.
هذه البيانات جاءت سابقة لاوانها مع بدء الاقتراع ، لم يكن متوقعا ان استطلاعات الرأي اعتقدت ان مالايقل عن اليسار – قوس قزح غير قادر على تجاوز الحد الأدنى في مجلس النواب ويمكن أن يتجه إلى انتخاب ممثليهم في مجلس الشيوخ.
هزيمة ثقيلة من القائمة حيث تم التصويت لنحو ربع دوائرهم الانتخابية واتهموا من قبل خبراء التدفقات الانتخابية بجمع الاصوات للحزب الديمقراطي وقد ادى ذلك إلى التخلي عن خطة لعملية تدريب موحدة وحتى في بعض الحالات تُرجح وجود القوى داخل الأحزاب الفردية .
عملية التقليص الحاد في الدوائر الانتخابية ، ترتب عليها فقدان التمثيل البرلماني وقد شملت تقريبا جميع الأحزاب الصغرى ، باستثناء تلك التي تمثل الاقليات وحزب الشعب .
في الواقع تبدو التدفقات الانتخابية أن لديها اثنين فقط من الائتلافات الكبرى الذين حصلوا على جزء كبير من أصوات الناخبين .
على الرغم من أن حزب شعب الحرية هو حزب الاغلبية إلا أن نسبة الموافقة التي تمّ الحصول عليها في الانتخابات السابقة من قبل القوى التي تشهد تدهورا كبيرا في الاصوات نتيجة لانخفاض اقبال الناخبين . من ناحية أخرى ، فإن يمين المركز يعتبر مع نفسه ، قد عان من انخفاض حاد في التفعيلات الانتخابية.
فوز ائتلاف يمين الوسط ، أثارت الانتخابات مفاجأة النمو الكبير في حزب رابطة الشمال حيث كان الاقبال إلى مايقرب من نصف الدوائر الانتخابية وقدمرت على المستوى الوطنى إلى 8% من الاصوات ، مضاعفة إلى ما يقرب من الإجماع الذي تحقق في الانتخابات العامة لعام 2006 وترسخ مكانتها باعتبارها الطرف الأول في مناطق شاسعة من فينيتو ولومباردى ، وتعزيز مكانتها في أي حال في جميع أنحاء شمال إيطاليا . من حيث الاصوات ، حزب رابطة الشمال كان أفضل من أي وقت مضى بعد ذلك الانتخابات العامة لعام 1996 , من حيث عدد المقاعد ومع ذلك حقق النجاح الانتخابي لأول مرة بنسبة حاسمة في مجلسى البرلمان ، تزيد أيضا نفوذ الحزب على السلطة التنفيذية.
و على وجه الخصوص ، قد أشار بعض المعلقين إلى نمو أصوات حزب رابطة الشمال وخصوصا في المناطق التي تشهد أعلى تقاليد العمل جنبا إلى جنب مع ضعف قوى اليسار .
و قد لاحظ زيادة في التمثيل النسائي في المجلس التشريعى ومعذلك فقد ظللت بعيدة عن خطوة المساواة على الرغم من السلطة التريعية السادسة عشر ، كانت الانتخابات الثانية بعد التعديل الدستوري الثى ثبت التزام الجمهورية الإيطالية بتعزيز المساواة في الفرص بين الجنسيين وحتى في المجال السياسي .